# Legiunea a XIX-a
Legiunea XIX a fost o legiune romană care a fost staționată in Germania.
Ea a fost sub comanda lui Varus și a fost distrusă in anul 9 in Dezastrul de la Pădurea Teutoburgică.